# كينر بي-5

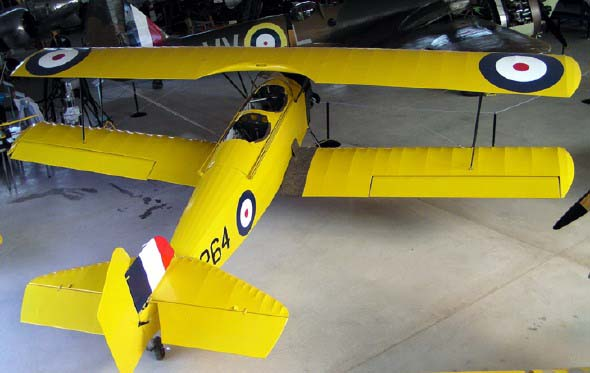
فلييت فاون

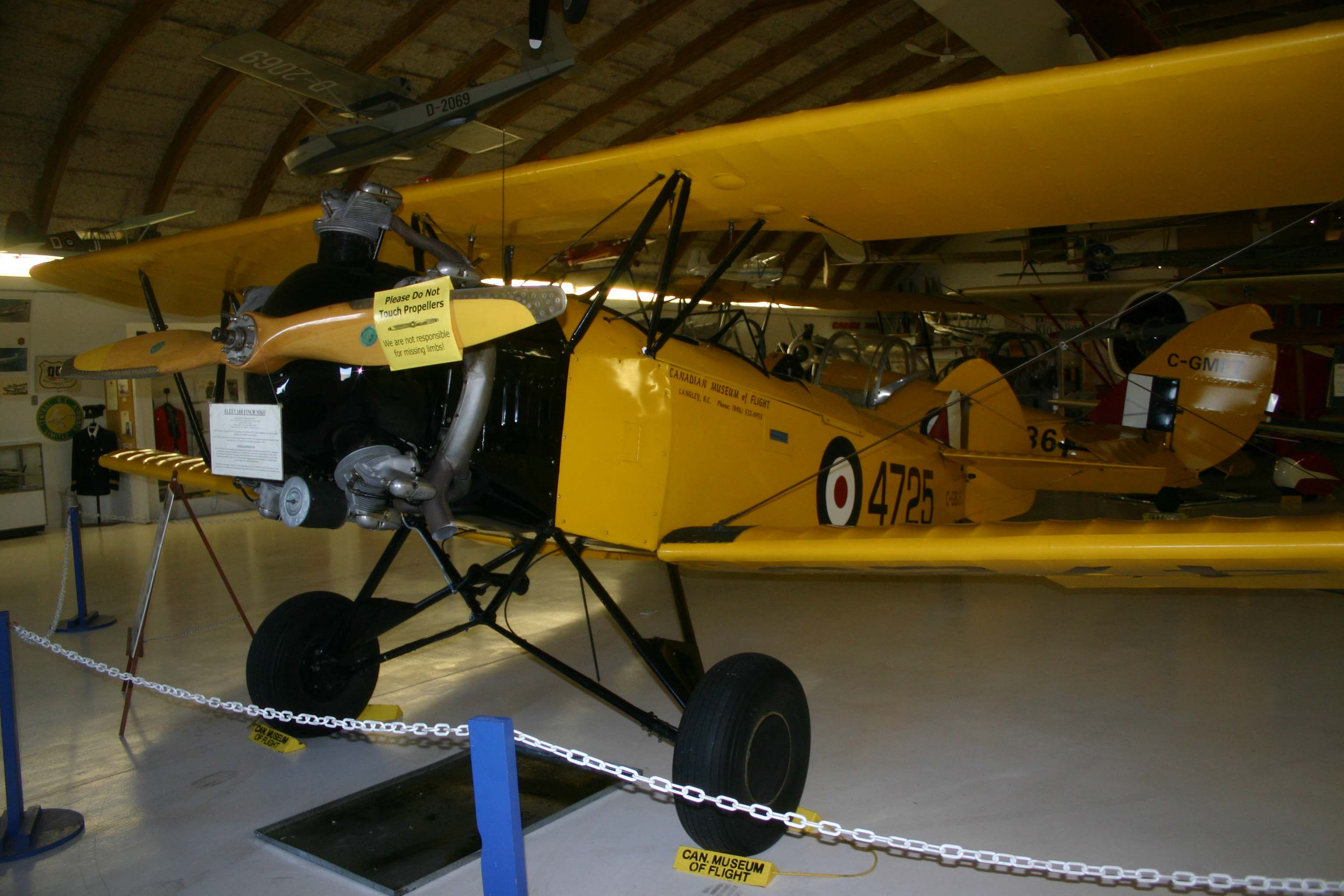
فيلييت فينش 2

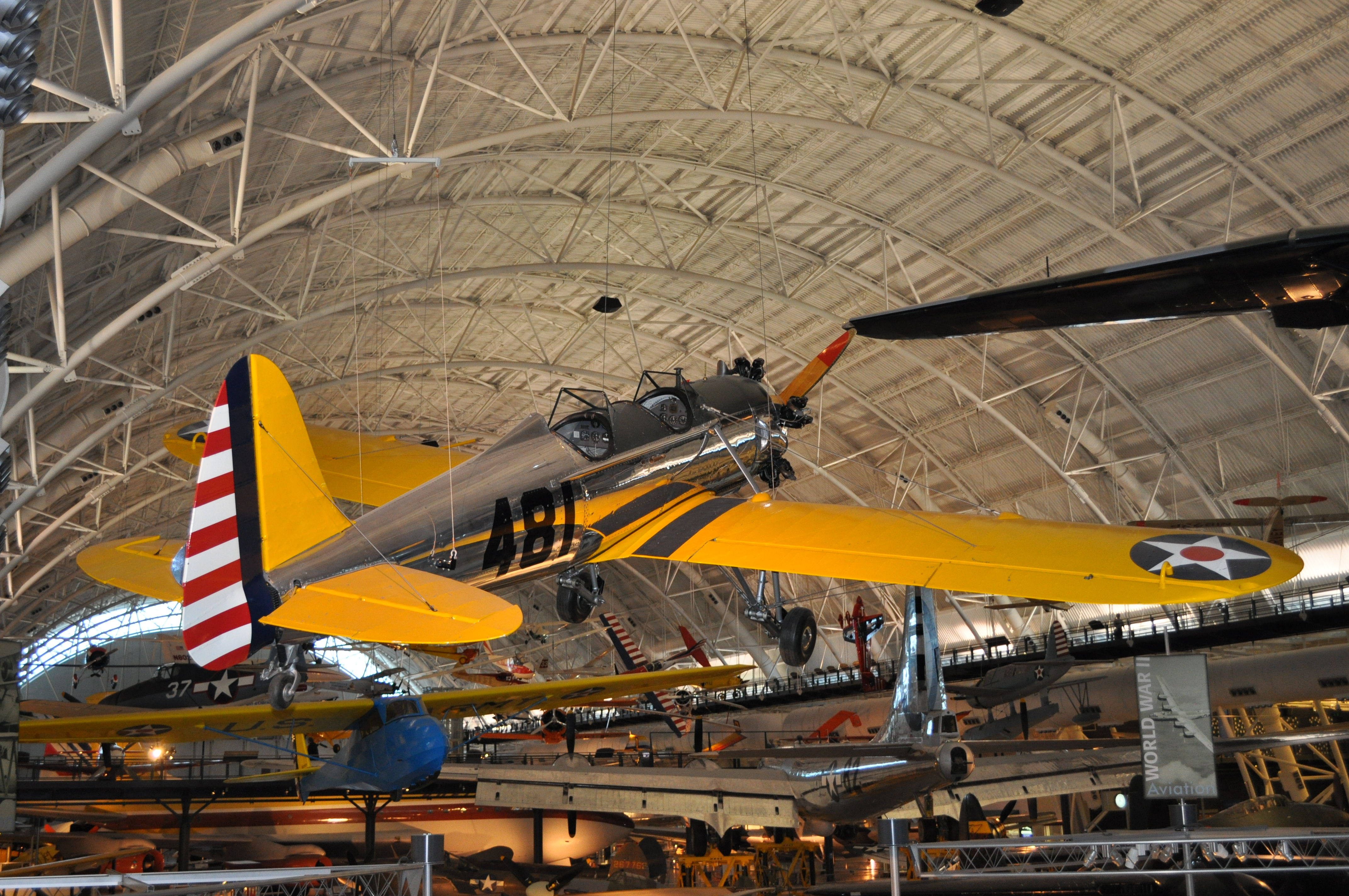
ريان بي تي-22

كان كينر بي-5 محرك شعاعي أمريكي ذو خمس أسطوانات شائع الاستخدام في الطائرات الخفيفة العامة والطائرات الرياضية في عام 1930.

## التصميم والتطوير
كان محرك بي-5 تطوير للمحرك السابق كيه-5 بزيادة القدرة والأبعاد. كان التغيير الأساسي هو زيادة قطر الأسطوانة من 108 مم إلى 117 مم، وزيادة متناسبة في سعة المحرك من 6.1 لتر إلى 7.2 لتر. كان الاختلاف الوحيد بين محرك بي-5 و المحركات الشعاعية الأخرى، هو أن بي-5 احتوى على عمود حدبات لكل أسطوانة مثلما حدث أيضا في المحرك السوفيتي المعاصر شفيتسوف إم-11 ذو الخمس أسطوانات والبالغة سعته 8.6 لتر، بينما استخدمت معظم تصاميم المحركات الشعاعية الأخرى «حلقة حدبة» لنفس الغرض، متصلة بصمامات كل أسطوانة. كان تشغيل محرك بي-5 غير سلس، لكنه كان محرك فعال. أُنتج بي-5 ومشتقاته بالألاف لتشغيل العديد من طائرات تدريب الحرب العالمية الثانية، وعُرف عسكرياً باسم أر-440. أُنتج بعده محرك أر-5 وأر-55.

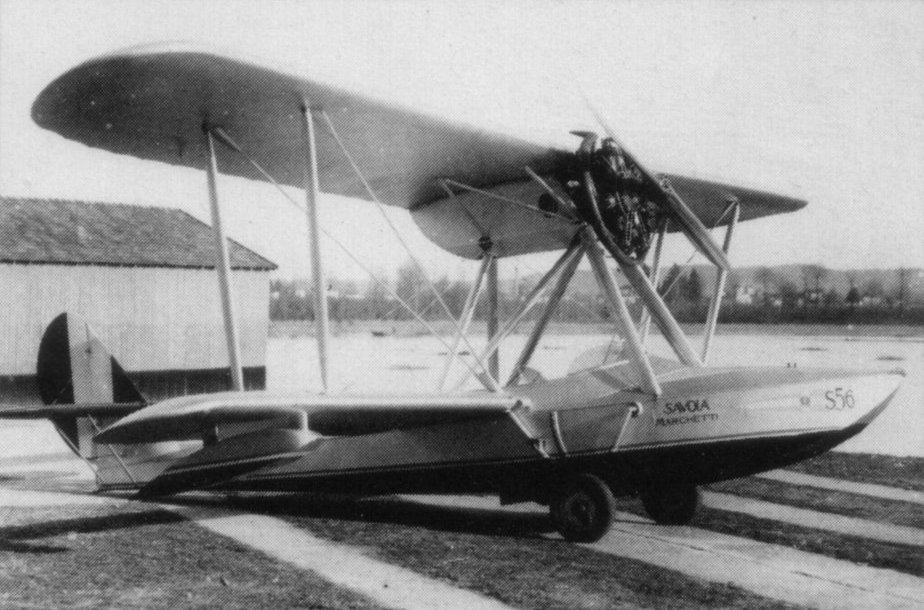
سافويا-ماركيتي اس.56

## التطبيقات
- فلييت فاون  [لغات أخرى]‏
- فلييت فينش  [لغات أخرى]‏
- كينر سبورتستر  [لغات أخرى]‏
- كينر سبورتوينج  [لغات أخرى]‏
- مونوكوب 125
- ريدفيرن دي إتش-2  [لغات أخرى]‏
- ريان بي تي-22
- سافويا-ماركيتي اس.56

## المواصفات

### مواصفات عامة
- النوع: محرك طائرة شعاعي مكون من 5 أسطوانات ويبرد بالهواء.
- قطر أسطوانة المحرك: 117 مم.
- مشوار المكبس: 133.3 مم.
- سعة المحرك: 7.2 لتر.
- الطول: 482 مم.
- القطر: 1152 مم.
- الارتفاع: 1104.8 مم.
- الوزن: 134 كجم.

### المكونات
- الصمامات: صمام دخول وصمام عادم وعمود حدبات لكل أسطوانة.
- نظام الوقود: مازج وقود طراز سترومبرج.
- نوع الوقود: أوكتان 73
- نظام التبريد: تبريد بالهواء.

### الأداء
- القدرة الناتجة: القدرة القصوى 125 حصان عند 1925 دورة/دقيقة، وتبلغ القددرة 89 حصان عند 1725 دورة/دقيقة.
- نسبة الانضغاط: 1:5.25
- نسبة القدرة إلى الوزن: 0.42 حصان/باوند